# Paul-Claude Racamier
Pour les articles homonymes, voir Racamier.
Paul-Claude Racamier, né le 20 mai 1924 à Pont-de-Roide (Doubs) et mort le 18 août 1996 à Besançon, est un psychiatre et psychanalyste français.
Il est à l'origine de la notion de perversion narcissique.

## Années de formation
Il naît dans le Doubs, son père est un ingénieur des usines Peugeot d'origine catholique et drômoise, sa mère est d'une famille protestante du pays de Montbéliard. C'est elle qui l'éduque jusqu'à l'âge de neuf ans. Un de ses frères aînés est Henry Racamier, ancien dirigeant de l'entreprise Louis Vuitton. Il continue ses études secondaires à Montbéliard, puis étudie la médecine à Besançon et Paris. Il devient médecin des hôpitaux psychiatriques en 1952. C'est une rencontre avec Francis Pasche qui l'oriente vers la psychanalyse, il a été en analyse chez Marc Schlumberger et chez Évelyne Kestemberg.

## Parcours professionnel
Il est psychiatre à l'hôpital psychiatrique de Prémontré, en Picardie (1952-1962), puis à la clinique des Rives, à Prangins (Suisse) (1962-1966), avant de fonder, en 1967, près de Besançon, La Velotte, « l’œuvre de sa vie », une maison de cure accueillant une douzaine de patients et autant de soignants sur deux sites différents. Les patients, de 18 à 30 ans, y acquièrent une certaine forme d'autonomie.

## Parcours de recherche et théorisations originales
Paul-Claude Racamier est membre adhérent (1958), puis membre titulaire (1962) de la Société psychanalytique de Paris. Il enseigne ensuite à l'université de Lausanne (1962-1967) et aux facultés de médecine et de sciences humaines de Besançon. 
- Son ouvrage Le Psychanalyste sans divan (1970) est issu d'un dialogue avec ses collègues Serge Lebovici et René Diatkine, de l'association de santé mentale du XIIIe arrondissement de Paris (ASM 13). Il y souligne le lien entre le soin aux patients et la nécessité de soigner l'institution[3].
- Dans Les Schizophrènes, il développe la notion de maternage et de maternalité.
- En 1989, il définit la notion d'« antœdipe », distinguant l'« anti »-œdipien, qui fait obstacle à la structuration œdipienne, et l'« anté »-œdipien, « ce à quoi le psychisme est alors renvoyé »[3]. Il développe à nouveau cette théorisation originale dans Le Génie des origines (1992).
- Il théorise la notion d'incestuel, désignant une relation marquée par l'inceste sans pour autant qu'il y ait passage à l'acte sexuel[4].

### Ouvrages
- 1970 Le Psychanalyste sans divan, P-C Racamier avec la contribution de René Diatkine, Serge Lebovici, Philippe Paumelle,  Paris, Payot,   (ISBN 2228886203)
  - 3e éd. 1993, Paris, Payot,  (ISBN 9782228886208)
- 1978 Les Paradoxes des schizophrènes Presses Universitaires De France, ASIN: B0014LI0BA Broché
- 1980 Les Schizophrènes
  - rééd. 1990 Les Schizophrènes, Paris, Payot-poche,  (ISBN 9782228882712)
  - rééd. 2001 Payot  (ISBN 978-2228894272)
- 1989 Antoedipe et ses destins, Collège de psychanalyse groupale et familiale, 1989  (ISBN 9782911474200)
- 1992 Le Génie des origines, Paris, Payot,   (ISBN 2228885126)
- 1995 L'Inceste et l'incestuel
  - rééd. 2010 Dunod,  (ISBN 9782100540402)

#### Éditions posthumes
- De psychanalyse en psychiatrie , Études psychopathologiques, travaux réunis, Payot, coll. Bibliothèque scientifique, 1998  (ISBN 2-228-89130-4)
- L'esprit des soins - Le cadre, 2001
- Les Perversions narcissiques, réédition posthume des chapitres 9 et 10 du livre Le Génie des origines [1992], Paris, Payot, 2012  (ISBN 2228907790)
- Le Deuil originaire, Paris, Payot, 2016  (ISBN 9782228916240)